# Eurobaustoff Handelsgesellschaft
Die Eurobaustoff Handelsgesellschaft mbH & Co. KG mit Sitz in Karlsruhe und Bad Nauheim ist ein europäischer Unternehmensverbund im Groß- und Einzelhandel mit Baustoffen, Holz und Fliesen.

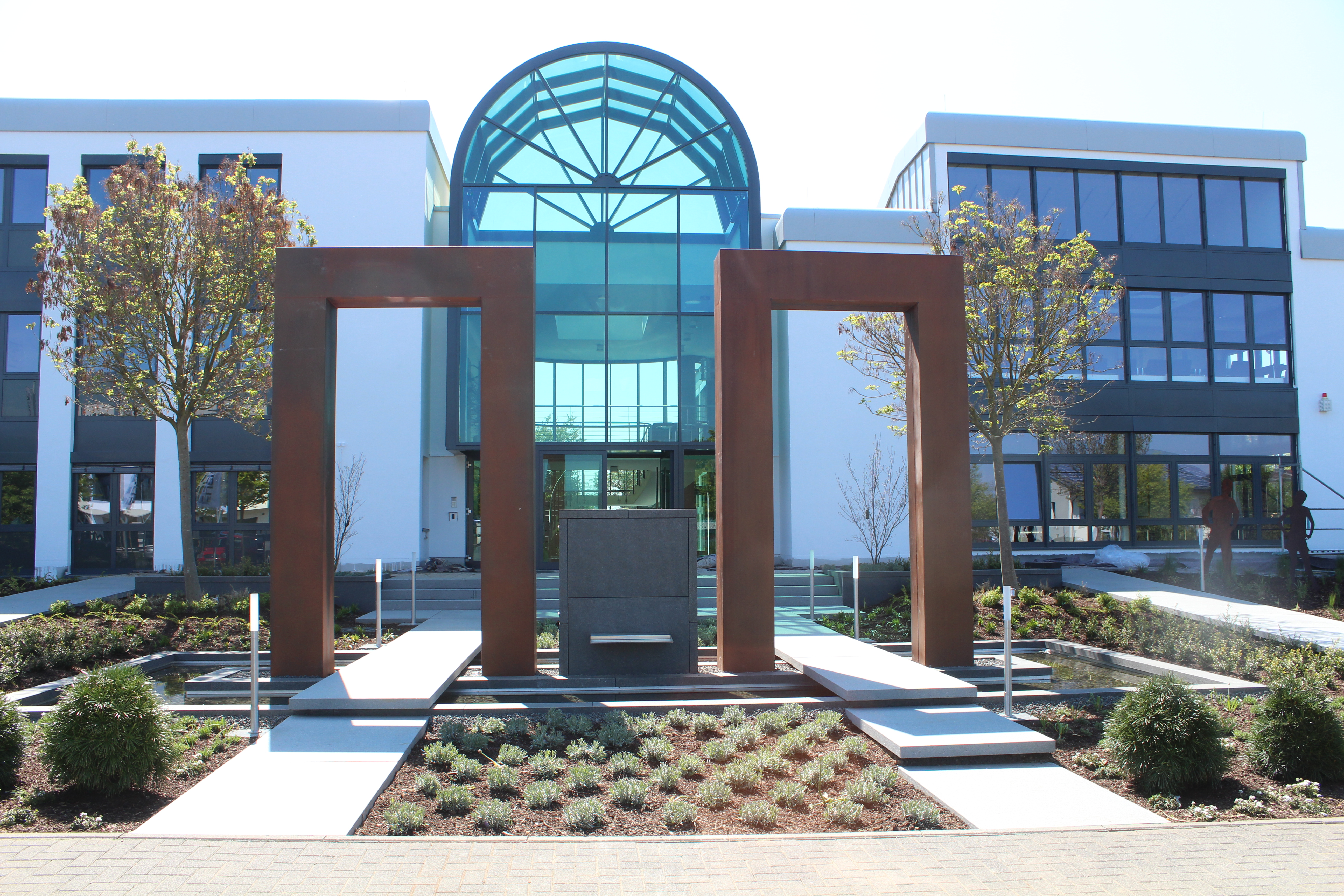
Eurobaustoff-Zentrale Bad Nauheim

## Geschichte
Das heutige Unternehmen entstand durch zwei Fusionen aus drei ursprünglich selbstständigen Fachhandelskooperationen. In den frühen 1960er und 1970er Jahren wurden Interpares, Mobau und der IBS Leistungsverbund gegründet. 1994/95 fusionierten zunächst Mobau und Interpares zum Verbund Interpares-Mobau. Das Unternehmen hatte seinen Sitz in Karlsruhe. Als Fachhandelsmarke der Eurobaustoff ist die Werbe- und Vertriebsgemeinschaft „i&M Bauzentrum“ weiterhin präsent und bei vielen Gesellschaftern bis heute ein Bestandteil ihres Firmennamens. Mitte der 1990er Jahre firmierte der IBS Leistungsverbund um in „Interbaustoff“ mit Sitz in Bad Nauheim. Die zweite Fusion folgte 2003/2004. Aus Interpares-Mobau und Interbaustoff entstand zunächst die „i&M Interbaustoff“ mit Sitz in Bad Nauheim und Karlsruhe. 2006 benannte sich die Kooperation um in „Eurobaustoff“.

## Unternehmensstruktur
Kommanditisten der Eurobaustoff waren Ende September 2022 zirka 450 mittelständische, selbstständige Baufachhändler mit mehr als 1.600 Standorten. Die meisten Gesellschafter haben ihre Niederlassungen in Deutschland, weitere haben ihren Sitz in Frankreich, Italien, Liechtenstein, Luxemburg, den Niederlanden, Österreich, Schweden und der Schweiz. Der Verbund hat seinen Hauptsitz in Bad Nauheim und Karlsruhe. Die persönlich haftende Gesellschafterin „Eurobaustoff Verwaltungsgesellschaft mbH“ ist in Bad Nauheim ansässig.
Die Tätigkeitsfelder der Eurobaustoff richten sich nach den unterschiedlichen Bedürfnissen der Kooperationsmitglieder. Sie decken alle Händler- und Handels-Varianten ab – vom Groß- bis zum Einzelhändler, vom Generalisten bis zum Spezialisten, vom klassischen Baustoff-Großhandel bis zum Bauzentrum.